# Basil D’Oliveira
Basil Lewis D’Oliveira, CBE (* 4. Oktober 1931 in Kapstadt; † 19. November 2011 in Worcester) war ein englischer Cricketspieler.

## Leben
Da er während der Zeit der Apartheid in Südafrika als „farbiger“ Spieler galt, war er von der Teilnahme an First-Class Cricket, der höchsten Spielform, automatisch ausgeschlossen. Er war allerdings Kapitän des non-white-Nationalteams und spielte auch für die nicht-weiße Fußballnationalmannschaft von Südafrika.
Mit Unterstützung des bekannten britischen Cricketjournalisten John Arlott wanderte er 1960 nach Großbritannien aus. Zunächst kam er als Spieler bei Middleton unter, einer Mannschaft der Central Lancashire League, einer der bekannteren englischen Amateurligen. Im Jahr 1964 erlangte er die britische Staatsbürgerschaft und wurde vom Worcestershire County Cricket Club, der in diesem Jahr erstmals Meister der County Championship wurde, unter Vertrag genommen. Als einer der besten All-rounder der Liga berief man ihn 1966 in die Auswahl der englischen Nationalmannschaft und im folgenden Jahr wurde er zu einem der fünf Wisden Cricketers of the Year gekürt.
Obwohl er ursprünglich nicht im englischen Team für die Saison 1968 vorgesehen war, wurde er doch wieder aufgestellt und schien mit einer Century von 158 Runs (Punkten) im letzten Ashes Test Match gegen Australien seine Aufstellung für die in der Wintersaison 1968/69 geplante Test Tour nach Südafrika gesichert zu haben.
Überraschenderweise wurde er jedoch nicht berücksichtigt, unter dem Vorwand, sein Bowling, d. h. seine Fähigkeiten als Werfer, sei ausgerechnet für die Spielbedingungen in seinem Heimatland nicht gut genug. Der südafrikanische Verband übte Druck auf den Marylebone Cricket Club (MCC) aus, der damals letztlich noch für die Nationalmannschaft verantwortlich war, um den Einsatz von  D’Oliveira unter allen Umständen zu verhindern. Man befürchtete nämlich, dies werde unweigerlich zur Absage der Tour und damit letztlich sogar zum Ausschluss Südafrikas von Test Cricket führen.
Sein Ausschluss aus dem englischen Team wurde dann auch in der Öffentlichkeit genau so verstanden. Als dann einige Wochen später der Warwickshire-Spieler Tom Cartwright wegen Verletzung absagen musste, blieb den Verantwortlichen nichts anderes übrig, als D’Oliveira doch aufzustellen. Spätestens dann mischte sich der südafrikanische Premierminister Vorster öffentlich in die Angelegenheit ein und erklärte, man werde nicht zulassen, dass D’Oliveira in Südafrika spiele. Der MCC sagte daraufhin die Tour ab. Obwohl Australien im nächsten Winter noch eine Test-Serie in Südafrika austrug, wurden die für 1970 in England und 1971/72 in Australien geplanten Touren Südafrikas jeweils nach starken Protesten abgesagt. Erst nach Ende der Apartheid wurden die sportlichen Beziehungen wieder aufgenommen.
In späteren Jahren erklärte D’Oliveira, man habe ihm damals Geld angeboten, um nicht an der Tour teilzunehmen. Zuletzt war D’Oliveira gesundheitlich stark angeschlagen. Er litt unter der Parkinson-Krankheit und musste rund um die Uhr gepflegt werden.
2003 wurde D’Oliveira mit dem südafrikanischen Order of Ikhamanga in Silber ausgezeichnet. Seit 2004 ist für Test-Serien zwischen England und Südafrika eine Trophäe ausgeschrieben, die seinen Namen trägt, die „Basil D’Oliveira Trophy“. Ebenfalls 2004 wurde eine Tribüne in Worcestershires New Road Ground nach ihm benannt. Im Jahr 2005 erhielt er den britischen Order of the British Empire verliehen (CBE) und im selben Jahr erschien die mehrfach ausgezeichnete Biographie Basil D’Oliveira: Cricket and Conspiracy von Peter Oborne.